# Окичоби (ураган)
Ураган «Окичоби» (англ. 1928 Okeechobee hurricane) или ураган «Сан-Фелипе-Сегундо» (англ. San Felipe Segundo hurricane) — разрушительный тропический циклон, обрушившийся на Наветренные острова, Пуэрто-Рико, Багамские острова и Флориду в сентябре 1928 года. Это был второй зарегистрированный ураган 5 категории по шкале Саффира — Симпсона в Атлантическом бассейне (после Кубинского урагана 1924 года), единственный ураган 5 категории, что ударил по Пуэрто-Рико, и один из сильнейших ураганов, которые выходили на сушу в США.
Ураган вызвал огромные разрушения на всём своём пути. От него погибло около 1200 человек в Гваделупе, около 300 на Пуэрто-Рико, более 2500 во Флориде, преимущественно из-за прорыва дамб вокруг озера Окичоби штормовым приливом. Ураган унёс жизни по меньшей мере 4112 человек и нанёс ущерб примерно в 100 млн долларов США (по ценам 1928 года) на своем пути.